# Veeva Systems
 (décembre 2017).
Veeva Systems (NYSE : VEEV) est un éditeur américain de solutions dans le cloud. Ses solutions sont spécialisées pour l'industrie pharmaceutique .
L'entreprise a été fondée en 2007 à Pleasanton, Californie, où se trouve son siège social.
Depuis février 2012, l'entreprise possède un établissement en France.
En 2013, la société s’introduit en bourse. Au 21 août 2020, elle comptait une capitalisation boursière de 40 milliards de dollars américains.
Le 1er février 2021, Veeva Systems est devenue la première et la plus grande société cotée en bourse à se convertir en PBC.

## Actionnaires
Liste des principaux actionnaires au 10 novembre 2021 :
| The Vanguard Group                   | 8,82% |
| Morgan Stanley Investment Management | 8,65% |
| T. Rowe Price Associates             | 8,18% |
| Artisan Partners                     | 4,77% |
| Criterion Capital Management         | 4,58% |
| BlackRock Fund Advisors              | 2,21% |
| Franklin Advisers                    | 2,17% |
| SSgA Funds Management                | 2,16% |
| Brown Capital Management             | 1,60% |
| Fidelity Management & Research       | 1,57% |

## Acquisitions
En 2015, Veeva a acquis Zinc Ahead, une société de solutions de gestion de contenus commerciaux.
En 2019, Veeva a acquis Crossix, une société qui offre des données et analyses sécurisées sur les patients aux États-Unis.